# Mathilde (Lothringen)

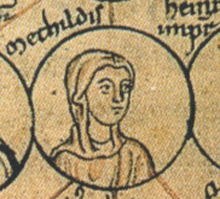
Mathilde

Mathilde (* Sommer 979; † 4. November 1025 auf Gut Aeccheze (Echtz)) war die dritte Tochter Kaiser Ottos II. und der Kaiserin Theophanu.

## Leben
Mathilde wurde bereits kurz nach ihrer Geburt in das damals sehr bedeutende Stift Essen, dem ihre etwa 30 Jahre ältere Cousine Mathilde als Äbtissin vorstand, zur Erziehung übergeben. Vermutlich glaubte man, für sie keinen ebenbürtigen Ehepartner hoher Abstammung zu finden und wollte ihr die Nachfolge als Äbtissin des Stifts ermöglichen. Auch Mathildes ältere Schwestern Adelheid und Sophia wurden in Quedlinburg beziehungsweise Gandersheim erzogen und dort später Äbtissinnen. Auch Mathildes Erzieherin, die Essener Äbtissin Mathilde, war in dem Frauenstift erzogen worden, dem sie als Äbtissin vorstand.
Rätselhaft erscheint daher, dass die Kaisertochter Mathilde einen völlig anderen Lebensweg nahm und als Mitglied der ersten Familie des Reichs einen scheinbar niederrangigen Adeligen heiratete, den Pfalzgrafen Ezzo von Lothringen. Nach Angabe des Geschichtsschreibers Thietmar von Merseburg erregte diese Heirat das Missfallen vieler, Mathildes Bruder Otto III. habe der Familie durch umfangreiche Schenkungen erst den angemessenen Lebensstandard sicherstellen müssen. Das Jahr der Hochzeit ist nicht genau feststellbar, diskutiert werden 991 und 993. Über die Gründe der unstandesgemäßen Hochzeit wird noch mehr gerätselt. Die Annalen des Klosters Brauweiler, der von Mathildes Gemahl und ihr gegründeten Familienstiftung der Ezzonen, berichten die Anekdote, der junge Otto III. habe Ezzo die Erfüllung eines Wunsches versprochen, wenn dieser ihn im Schach schlage, worauf Ezzo den Wunsch geäußert habe, Mathilde heiraten zu dürfen. Die Kaiserin Theophanu habe der Heirat zugestimmt, da die Umstehenden am Hofe in dem Sieg ein Gottesurteil erblickt hätten. Ezzo habe dann Mathilde aus dem Essener Stift geholt, dessen Äbtissin Mathilde sich vergeblich geweigert habe, das Mädchen herauszugeben. Spätere romantische Ausschmückungen behaupten sogar, Ezzo habe sich zuvor heimlich in die junge Mathilde verliebt oder habe sie gar mit Waffengewalt aus dem Kloster geholt, was erst nachträglich durch das Schachspiel legalisiert worden sei.
Die Geschichte über das gewonnene Schachspiel ist mit Sicherheit erfunden, zutreffen werden lediglich der Umstand, dass Theophanu der Hochzeit zustimmte, und die Abneigung der Essener Äbtissin, Mathilde verheiratet zu sehen, da das Stift Essen mit ihr die designierte Nachfolgerin aus dem Kaiserhaus verlor. Ohne die Zustimmung Theophanus wäre die Heirat mit Sicherheit nicht geschehen, es ist sogar anzunehmen, dass diese Heirat ein Mittel ihrer Politik zur Sicherung der Macht Ottos III. war. So niederrangig, wie es erscheint, war Ezzo oder genauer dessen zur Zeit der Eheschließung noch lebender Vater, nicht. Die Familie verfügte über umfangreiche Besitzungen am Niederrhein und an der unteren Mosel, möglicherweise war sie bereits zu den Zeiten der Karolinger Reichsadel gewesen. Ezzos Mutter stammte aus dem Geschlecht der schwäbischen Herzogsfamilie. An Reichtum und Gefolgsleuten stand Ezzos Familie einem Herzog gleich, und ihre Gebiete lagen zudem an der westlichen Grenze des Reiches. Durch die Eheschließung Mathildes mit Ezzo band Theophanu diese mächtige Familie an ihre Politik und an das Geschlecht der Ottonen.
Auch wenn die schönen Geschichten von der durch das Schachspiel legalisierten Liebesheirat erfunden sind, war die Ehe zwischen Mathilde und dem zwanzig Jahre älteren Ezzo wohl glücklich. In jedem Fall war sie mit zehn Kindern ausgesprochen fruchtbar:
- Ludolf von Brauweiler und Waldenburg († 1031)
- Otto († 1047), Pfalzgraf von Lothringen 1035–1045 und Herzog von Schwaben zwischen 1045 und 1047
- Hermann II. († 1056), Erzbischof von Köln (1036–1056)
- Richeza (um 994, † 1063) – 1013 verheiratet mit Mieszko II. Lambert, König von Polen († 1034)
- Theophanu, Äbtissin von Essen und Stift Gerresheim
- Sophia/Sophie († vor 1031)
- Mathilde, Äbtissin von Dietkirchen und Vilich
- Adelheid, Stiftsdame, möglicherweise Äbtissin in Nijvel (Nivelles)
- Ida, Äbtissin von St. Maria im Kapitol in Köln und des Gandersheimer Marienklosters
- Heylwig/Heilwig, Äbtissin von Neuss, Dietkirchen und Villich.

Die Mitgift, die Mathilde von ihrem Bruder Otto III. erhielt, wurde nach dessen Tode von Heinrich II., seinem Nachfolger, unberechtigt eingezogen, wobei ungeklärt ist, ob dieses damit zusammenhängt, dass Mathildes Söhne blutsmäßig näher mit Otto III. verwandt waren als Heinrich II. Dieses unrechtmäßige Handeln Heinrichs trieb Mathildes Mann in eine zehnjährige Opposition gegen Heinrich, die erst endete, nachdem Ezzo ein von Heinrich ausgeschicktes Heer 1012 in der Schlacht bei Odernheim vernichtend geschlagen hatte. Zudem förderte die Aussöhnung, dass Heinrich seine Ostpolitik durch eine standesgemäße Heirat einer Prinzessin mit dem polnischen König absichern wollte. Da er selbst jedoch kinderlos war, benötigte er dazu eine Tochter seines bisherigen Gegners. Zu den Gütern, die die Ezzonen bei dieser Aussöhnung erhielten, gehörten Duisburg, Kaiserswerth und Saalfeld.
Mathilde starb 1025 anscheinend unerwartet während eines Besuches bei Ezzos Bruder Hermann, während Ezzo in Aachen eine Versammlung des lothringischen Adels abhielt, und wurde im Kloster Brauweiler, das sie und Ezzo gestiftet hatten, begraben.